# Seidenkuhstärling
Der Seidenkuhstärling (Molothrus bonariensis), gelegentlich auch Glanzkuhstärling, ist ein kleiner Singvogel aus der Gattung der Kuhstärlinge. Die in weiten Teilen Südamerikas und der Karibik verbreitete Art wurde erstmals im Jahr 1789 durch den deutschen Naturforscher Johann Friedrich Gmelin wissenschaftlich beschrieben. Wie alle Vertreter seiner Gattung ist auch der Seidenkuhstärling ein Brutschmarotzer, der die Aufzucht der eigenen Jungen anderen Arten überlässt. Des Weiteren handelt es sich um einen Kulturfolger, der von menschlichen Veränderungen seines Lebensraums, wie etwa der Abholzung von Wäldern profitiert.

## Merkmale
Seidenkuhstärlinge sind eher kleine Vögel, deren Größe je nach Unterart zwischen 18 (M. b. minimus) und 22 cm (M. b. cabanisii) beträgt. Ebenso variiert das Gewicht zwischen den Unterarten erheblich und kann im Bereich von 31 bis 65 g liegen. Der schwärzlich-graue Schnabel ist konisch geformt und von mittlerer Länge. Die verhältnismäßig dünnen Beine sind ähnlich gefärbt und enden in langen Krallen. Die Iris des Auges ist dunkelbraun oder bleifarben. Bei der Art liegt ein erheblicher Sexualdimorphismus vor. Das Gefieder des Männchens ist am ganzen Körper glänzend schwarz gefärbt. An den Flügeln und am Schwanz schimmert es grünlich blau, während der Rest des Körpers eher in Violett-, Blau- und Lilatönen glänzt. Die Weibchen sind deutlich unauffälliger gefärbt, an Kopf und Rücken zeigt ihr Gefieder oliv-braune Töne, die teilweise ins gräuliche übergehen. Am Rumpf und den Konturfedern dominieren die Grautöne zunehmend, während Brust und Bauch in braun gehalten sind. Der Schwanz und die Flügel zeigen ein dunkleres, schwärzliches Braun.

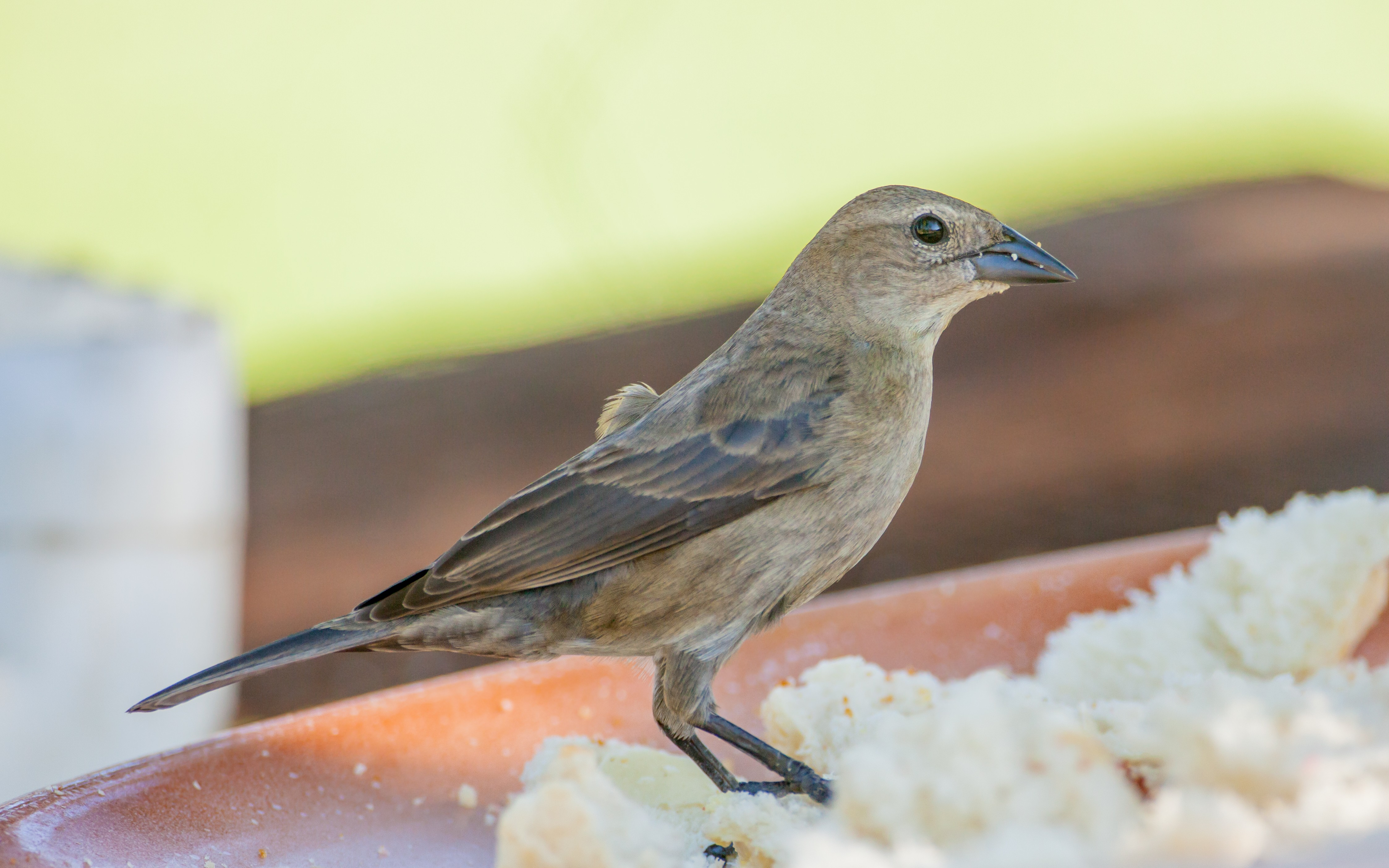
Weiblicher Seidenkuhstärling

Der Dimorphismus der Art zeigt sich bei fast allen Unterarten bereits nach der ersten vollständigen Mauser, wenn die juvenilen Seidenkuhstärlinge die einheitlich grauen Daunen des Nestlingsstadiums ablegen. Unter allen Kuhstärlingen ist dies nur bei dieser Art der Fall. Während männliche Jungvögel dann noch gut von adulten Tieren zu unterscheiden sind, kann es bei Weibchen bereits nach der zweiten Mauser schwierig sein, diese von ausgewachsenen Exemplaren zu trennen.
Männliche Seidenkuhstärlinge ähneln in ihrer Erscheinung einer Reihe anderer Singvögel, mit denen sie sich ihren Lebensraum teilen, wobei fast all diesen Arten jedoch der ausgeprägte Sexualdimorphismus fehlt. Besonders schwierig kann die Unterscheidung zwischen Seidenkuhstärling und Rotachsel-Kuhstärling sein, wobei neben dem Gesang die Form des Schnabels, der Glanz des Gefieders und die Farbe der Iris als trennende Merkmale herangezogen werden können. Insbesondere auf Grund des ähnlichen Glanzeffekts des Gefieders kann es außerdem zu Verwechslungen mit verschiedenen Grackeln kommen, die jedoch alle deutlich größer sind. Des Weiteren sind der Purpurstärling (eher grünlich glänzendes Gefieder und hellere Iris), der Rotaugenkuhstärling (unter anderem größer, rötliche Iris) sowie der Braunkopf-Kuhstärling (größer und bronzener Glanz) Kandidaten für mögliche Verwechslungen.

## Verhalten
Der Seidenkuhstärling ist eine ausgesprochen soziale Art, die zur Nahrungsaufnahme und während Ruhephasen Schwärme von meist etwa 30, teilweise aber auch bis zu 200 Individuen bilden kann. Ruheplätze und ergiebige Futterstellen werden häufig mit Vertretern anderer Stärlingsarten geteilt. Auf wahrgenommene Bedrohungen, darunter auch Menschen, die sich den Vögeln zu sehr nähern, reagieren Seidenkuhstärlinge meist aggressiv. Hierbei nehmen sie eine Drohhaltung mit senkrecht nach oben gestrecktem Schnabel und weit gespreizten Flügeln ein. Besonders während der Paarungszeit kann dieses Verhalten auch gegenüber Vertretern der eigenen Art und des jeweils eigenen Geschlechts beobachtet werden. Offenbar handelt es sich hierbei um ein zeitlich begrenztes Territorialverhalten, das außerhalb der Brutzeit nicht zu beobachten ist. Während der Nahrungssuche legen die Vögel häufig mehrere Kilometer am Tag zurück. Seidenkuhstärlinge greifen – teilweise gemeinsam mit Individuen anderer Arten – aktiv Raubvögel an und versuchen diese zu verjagen, wenn sie einem Schwarm zu nahe kommen. Die Art ist teilweise migratorisch: Während in tropischen Klimazonen beheimatete Populationen als Standvögel gelten, ziehen Seidenkuhstärlinge aus temperierten Gebieten während der Wintermonate in wärmere Regionen. Auch hier kann es jedoch vorkommen, dass einzelne Individuen sich nicht an der Migration beteiligen.

### Ernährung

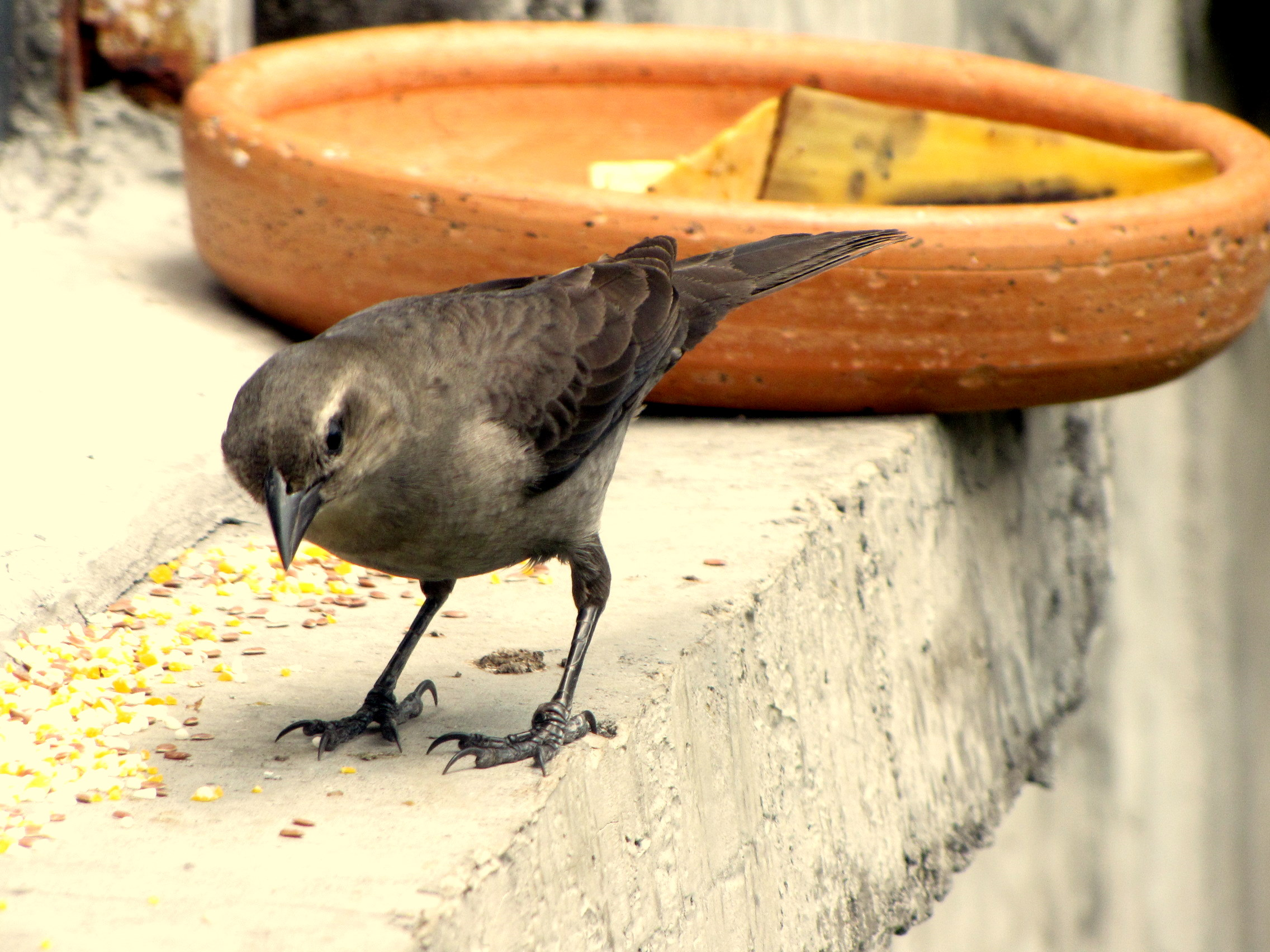
Seidenkuhstärling an einer Futterstelle

Seidenkuhstärlinge sind bei der Wahl ihrer Nahrungsquellen nicht wählerisch und nehmen opportunistisch fast alles Essbare an, das sie finden können. Je nach saisonaler Verfügbarkeit stellen Gliederfüßer und kleinere Samen wie beispielsweise von Sorghum- und Millet-Hirsen einen Hauptbestandteil der Nahrung dar. Als Kulturfolger werden Seidenkuhstärlinge jedoch auch regelmäßig an künstlichen Futterstellen für Vögel gesichtet oder nehmen von Menschen übrig gelassene Reiskörner, Brotkrumen oder Getreide auf. Das Anlegen von Futterdepots ist von der Art nicht bekannt. Einige Vertreter der Art haben sich scheinbar darauf spezialisiert, Viehherden beim Grasen zu folgen und von diesen aufgescheuchte Insekten zu fressen.

### Lautäußerungen
Die Art gilt grundsätzlich als sehr vokal, der am häufigsten gehörte Gesang wird als eine Folge von drei bis vier tiefen, gutturalen Lauten beschrieben, die in etwa wie purr klingen sollen, gefolgt von einem ansteigenden pe-tss-tseeee. Geschlechterspezifische Gesänge existieren ebenfalls: Während ausschließlich Männchen im Flug ein klares, dünnes Pfeifen ausstoßen, geben Weibchen vor allem beim Start ein schnelles, sich wiederholendes Schnattern wieder. Von beiden Geschlechtern wird außerdem ein kurzes, harsches chuck als Kontaktruf verwendet. Dieses findet des Weiteren, in noch kürzerer Form und schnell hintereinander wiederholt, Verwendung während Drohgebärden und Auseinandersetzungen. Auf Grund seines melodischen Gesangs war der Seidenkuhstärling vor allem auf den Westindischen Inseln lange Zeit ein beliebtes Haustier und wurde dort in Käfigen gehalten.

### Fortpflanzung

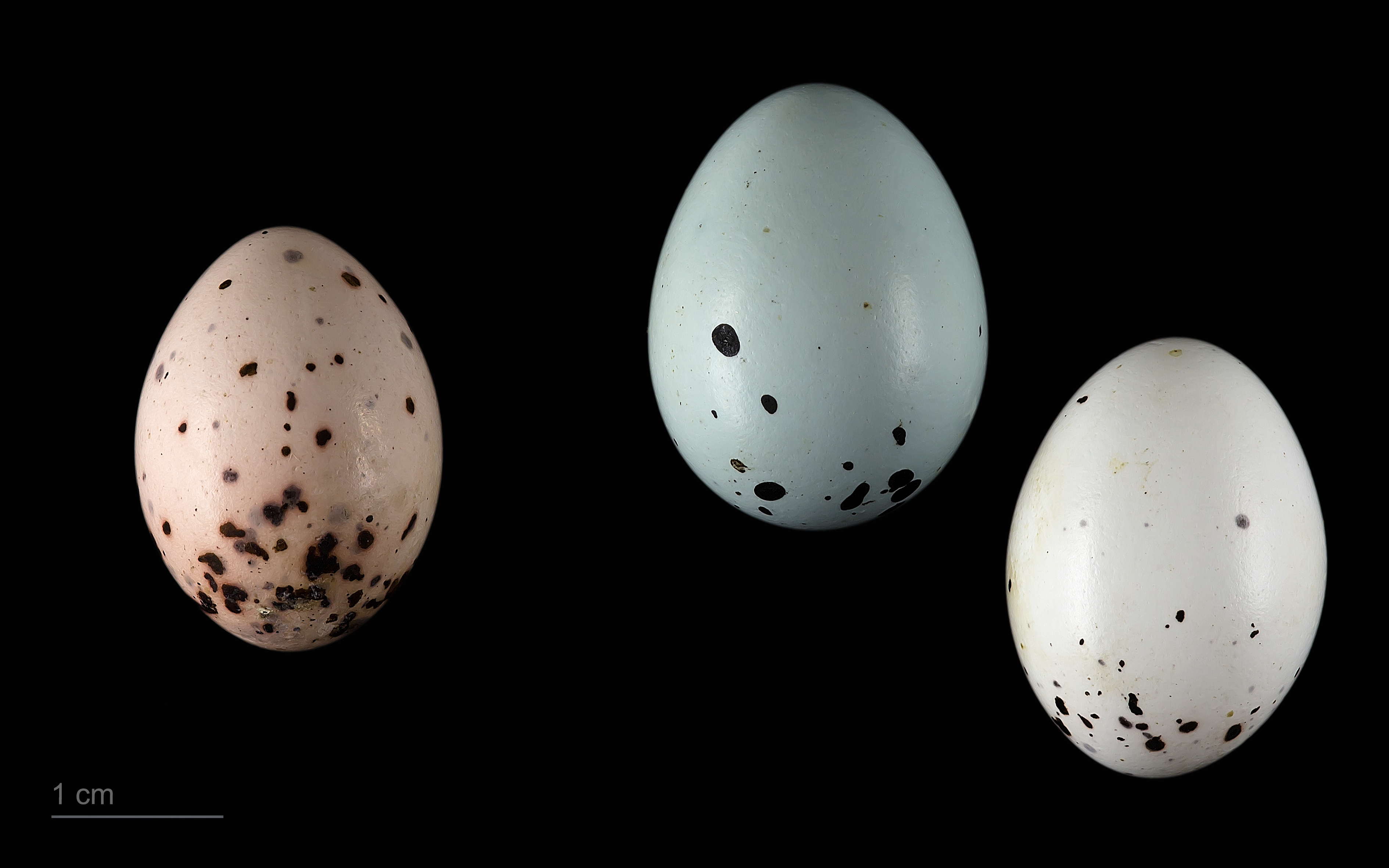
Links: Molothrus bonariensis rechts: Curaeus curaeus, Sammlung Museum von Toulouse

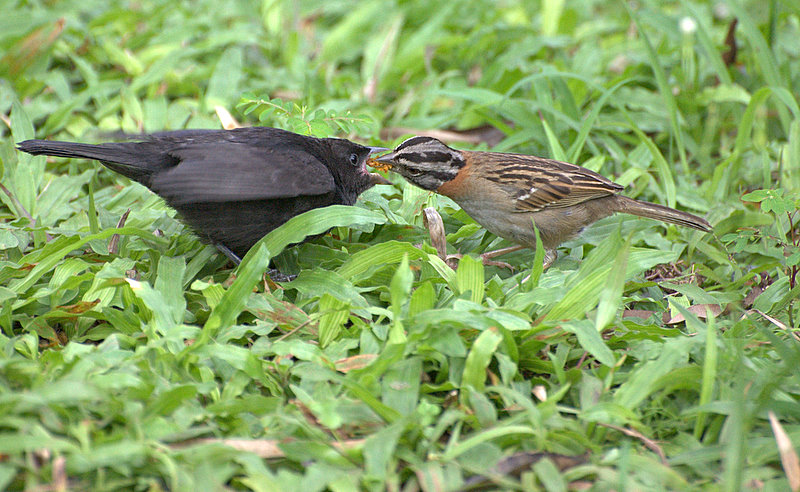
Ein junger Seidenkuhstärling (links) wird nach Verlassen des Nests durch eine Morgenammer gefüttert. Morgenammern gehören zu den am häufigsten parasitierten Arten, haben sich jedoch auch am besten an das Verhalten des Seidenkuhstärlings angepasst.

Seidenkuhstärlinge bilden keine monogamen Paare, stattdessen werden die Weibchen während einer Brutsaison von mehreren Männchen begattet. Während der Balz versuchen die männlichen Vögel potenzielle Partnerinnen durch Verbeugungen am Boden, laute Gesänge und auffällige Flugmanöver für sich zu gewinnen. Kommt es zur Kopulation, findet diese jeweils nur ein Mal statt. Im Anschluss an die Begattung beginnen die Vögel nicht wie bei den meisten Arten üblich mit dem Nestbau, stattdessen handelt es sich um Brutschmarotzer, die sich für die Bebrütung ihrer Eier und die dann folgende Aufzucht der Jungvögel auf andere Arten verlassen. Entsprechend fehlt die Entwicklung eines Brutflecks beim Weibchen, der sonst bei vielen Arten üblich ist. Die Brutzeit ist zeitlich an die der ausgewählten Wirtsspezies angepasst. Hierfür kommt eine große Menge an Arten in Frage, wobei tendenziell Wirte, die etwas größer als Seidenkuhstärlinge sind und ähnliche Ernährungsgewohnheiten aufweisen, bevorzugt werden. Unter den etwa 250 beobachteten Wirtsarten wurden die folgenden Spezies insgesamt am häufigsten parasitiert: Morgenammer (Zonotrichia capensis), Blausteißammer (Diuca diuca), Gabelschwanz-Königstyrann (Tyrannus savana), Rosttöpfer (Funarius rufus), Weißbinden-Spottdrossel (Mimus triurus), Braunkopfstärling (Chrysomus ruficapillus) und Hauszaunkönig (Troglodytes aedon). Eine in einem Gebiet präferierte Wirtsspezies kann in einem anderen Gebiet trotz ähnlicher Verfügbarkeit nur eine untergeordnete Rolle spielen. Die Gründe für diese Auswahl sind nicht abschließend bekannt, Forschungen deuten jedoch darauf hin, dass individuelle Weibchen eine hohe Spezialisierung auf einen bestimmten Wirt aufweisen. Für das Auffinden geeigneter Nester nutzen weibliche Seidenkuhstärlinge verschiedene Methoden, darunter die stille und unauffällige Beobachtung eines Bereichs über einen längeren Zeitraum und das aktive Aufscheuchen mit dem Nestbau beschäftigter Vögel. Hierzu werden unter lautem Gesang kurze Flüge durch ein mögliches Nistareal unternommen, um durch auffliegende Vögel den Standort von Nestern herausfinden zu können. Wurde ein entsprechendes Nest ausgewählt, wird dieses in der Regel in den frühen Morgenstunden vor Sonnenaufgang, spätestens jedoch bis zur Mittagszeit, angeflogen. Hierbei scheint es unerheblich zu sein, ob die Wirtsvögel ihre eigenen Eier bereits gelegt haben. Während der Ablage der Eier sind die Wirtsvögel nicht notwendigerweise abwesend, der ganze Vorgang dauert nur circa 30 Sekunden. Es kommt vor, dass dasselbe Nest von mehreren Weibchen parasitiert wird, Nester mit mehr als 20, in Extremfällen auch deutlich über 30, Seidenkuhstärlingseiern konnten bereits beobachtet werden. Um den eigenen Bruterfolg zu erhöhen, werden vorgefundene Eier der Wirte regelmäßig punktiert oder aus dem Nest gestoßen.
Die Größe und Masse der oval geformten Eier hängt von der Unterart ab, im Durchschnitt liegt sie bei etwa 20 × 15 mm und circa 4 g. Des Weiteren gibt es zwei Farbvariationen, neben einer „makellosen“, weißen Form existiert noch eine deutlich seltenere „gesprenkelte“ Variante mit bläulichen und bräunlichen Flecken. Werden die Eier erfolgreich angenommen und bebrütet, vergehen bis zum Schlüpfen der Jungvögel etwa zehn bis elf Tage, was kürzer ist als die Nachkommen fast aller bevorzugter Wirtsarten benötigen. Unmittelbar nach dem Schlüpfen sind die Jungen noch nackt und hilflos, ihr durchschnittliches Gewicht liegt bei 2,5 bis 3,5 g. Nach vier bis fünf Tagen öffnen sich ihre Augen, kurz darauf beginnen sich mausgraue Daunen zu bilden. Während der Nestlingsphase zeigen Seidenkuhstärlinge ein äußerst aggressives und ausdauerndes Bettelverhalten, mit dem sie häufig in der Lage sind, den eigenen Nachwuchs des Wirts bei der Nahrungskonkurrenz auszustechen. Dieses Verhalten ist nicht auf die „Eltern“ beschränkt, sondern wird gegenüber allem, was sich dem Nest nähert angewendet. Nach 12 bis 14 Tagen werden die Jungen flügge und verlassen das Nest, verbleiben aber auch danach noch für einen Zeitraum von etwa drei Wochen in der Nähe der Eltern und werden von diesen weiter mit Nahrung versorgt. Bereits nach einem Jahr erreichen die Jungvögel selbst die Geschlechtsreife.
Eine Reihe von potenziellen Wirtsarten hat sich im Laufe der Zeit an die Fortpflanzungsstrategie des Seidenkuhstärlings angepasst, in vielen Fällen wird der fremde Nachwuchs erkannt und nicht weiter versorgt, was bei diesem zum Tode führt oder die Eier ignoriert und nicht bebrütet. Die Erfolgsrate des Seidenkuhstärlings variiert daher stark mit den gewählten Wirten, am höchsten ist sie beim Hispaniolatrupial mit etwa 77 %, während sie mit nur circa 7 % bei der Morgenammer am niedrigsten ausfällt.
Das parasitäre Brutverhalten des Seidenkuhstärlings wurde bereits im Jahr 1802 durch den spanischen Südamerikaforscher Félix de Azara in Argentinien und Paraguay beobachtet und beschrieben. Es handelt sich dabei um die älteste Beschreibung eines solchen Verhaltens bei einem Vogel, der nicht der Familie der Kuckucke angehört.

## Verbreitung und Gefährdung

Verbreitungsgebiet des Seidenkuhstärlings

Das historische Verbreitungsgebiet des Seidenkuhstärlings liegt auf dem südamerikanischen Kontinent, wo die Art fast alle Lebensräume besiedelt. Lediglich dichte Wälder und Gebiete über 2000 m Höhe werden in der Regel gemieden, wobei Nachweise lokal auch bis auf 3500 m vorliegen. Etwa um das Jahr 1900 begann die Art sich von Venezuela aus sukzessive nordwärts über die Karibik auszubreiten, wo sie heute überall außer auf wenigen Inseln zwischen Anguilla und Guadeloupe anzutreffen ist. Zurzeit stellen die Bahamas und der Süden Floridas die nördlichsten Ausläufer des Verbreitungsgebiets dar, eine weitere Ausdehnung in der Zukunft wird jedoch angenommen. Diese Entwicklung wird vor allem durch die zunehmende Abholzung der Wälder und die Ausbreitung von Agrarland in der Region ermöglicht, die für den Seidenkuhstärling neue geeignete Lebensräume schaffen. Auf Grund dieser Entwicklung führt die IUCN die Art als nicht gefährdet (Status least concern) und stellt eine anhaltend positive Bestandsentwicklung fest. In Teilen ihres erweiterten Verbreitungsgebiets gilt die Art als invasiv und bedroht den Fortbestand einiger Singvogelarten, die in der Vergangenheit nicht von Brutparasitismus betroffen waren, und dementsprechend keine oder nicht ausreichende Verteidigungsstrategien gegen dieses Verhalten entwickelt haben. Auf einigen karibischen Inseln werden daher aktive Maßnahmen zur Kontrolle der Seidenkuhstärling-Populationen ergriffen. So werden die Vögel beispielsweise auf Puerto Rico mit Fallen gejagt und anschließend getötet. Im Zuge dessen konnte sich etwa die Population des endemischen und stark gefährdeten Gelbschulterstärlings von nur noch 300 Exemplaren auf wieder 800 Tiere erholen. Da er, sofern verfügbar, Getreide aus menschlicher Produktion frisst, gilt der Seidenkuhstärling regional als Landwirtschaftsschädling und wird entsprechend bekämpft. Zu den natürlichen Fressfeinden des Seidenkuhstärlings zählen unter anderem Buntfalken, Merline und Goldstaub-Mangusten.

## Systematik
Johann Friedrich Gmelin beschrieb die Art erstmals unter dem wissenschaftlichen Namen Tanagra bonariensis und stellte sie damit zunächst zu den Schillertangaren. Untersuchungen an mitochondrialer DNA deuten darauf hin, dass die einzelnen Arten innerhalb der Gattung Molothrus eine monophyletische Gruppe bilden. Des Weiteren bestehen offenbar besonders enge verwandtschaftliche Beziehungen zwischen dem Seidenkuhstärling und dem Rotaugenkuhstärling (M. aeneus) sowie dem Braunkopf-Kuhstärling (M. ater).
Neben der Nominatform M. b. bonariensis werden zurzeit sechs weitere Unterarten als gültig angesehen. Diese unterscheiden sich vor allem hinsichtlich ihrer Größe und Farbgebung, wobei die eindeutige Identifikation weiblicher Individuen meist leichter fällt, da diese in ihrer Färbung in der Regel deutlichere Unterschiede aufweisen als die Männchen. Das geografische Verbreitungsgebiet einiger Unterarten überschneidet sich teilweise.
- M. b. bonariensis (Gmelin, JF, 1789)[7] – Östliches und südliches Brasilien, östliches Bolivien, Paraguay, Uruguay und Argentinien bis auf Höhe der Provinz Chubut. Eingeführt in einigen Regionen Chiles.
- M. b. cabanisii Cassin, 1866[8] – Östliches Panama und tropische Regionen Kolumbiens, wo es im Südosten zu Überschneidungen mit M. b. bonariensis kommen kann. Hierbei handelt es sich um die größte Unterart. Männchen ähneln der Nominatform, während Weibchen eine insgesamt blassere Farbgebung aufweisen.
- M. b. venezuelensis Stone, 1891[9] – Östliches Kolumbien, nördliches Venezuela, Amazonien bis nach Bolívar in Bolivien. Männchen zeigen ein ausgeprägteres lila Glänzen des Gefieders, während Weibchen allgemein dunkler sind.
- M. b. occidentalis von Berlepsch & Stolzmann, 1892[10] – Westliches Peru und äußerster Südwesten Ecuadors. Männchen ähneln M. b. venezuelensis, während Weibchen blassere Oberseiten, sehr blasse und gestreifte Unterseiten sowie dunkle Streifen hinter den Augen aufweisen.
- M. b. minimus Dalmas, 1900[11] – Äußerster Norden Brasiliens und Guyanas, Karibikinseln und südlichstes Florida. Dies ist die kleinste der sieben Unterarten, deren Männchen stark der Nominatform ähneln. Weibchen besitzen eine dunklere Stirn und Haube sowie auffällige Streifen an den Schulterfedern.
- M. b. aequatorialis Chapman, 1915[12] – Südwestliches Kolumbien und westliches Ecuador. Eine der größeren Unterarten. Männchen schillern eher violett und weniger bläulich, während die Weibchen insgesamt dunkler gefärbt sind und keine Streifen hinter den Augen aufweisen.
- M. b. riparius Griscom & Greenway, 1937[13] – Östliches Peru und Teile Amazoniens. Männchen entsprechen der Nominatform, während Weibchen an der Oberseite eine schwärzlichere und an der Unterseite eine blassere Färbung aufweisen.

## Etymologie und Forschungsgeschichte
Die Erstbeschreibung des Seidenkuhstärlings erfolgte 1789 durch Johann Friedrich Gmelin unter dem wissenschaftlichen Namen Tanagra bonariensis. Als Verbreitungsgebiet nannte er Buenos Aires. 1832 hatte William Swainson die für die Wissenschaft neue Gattung Molothrus für den Braunkopf-Kuhstärling (Molothrus ater (Boddaert, 1783)) (Syn. Molothrus pecoris) eingeführt. Der Begriff Molothrus leitet sich von leitet sich von μολοθρος molothros für nicht eingeladener Gast ab und könnte sich aus μολοθρος mōlos für Kampf und θρωσκω thrōskō für zeugen, schwängern ergeben. Der Artname bonariensis bezieht sich auf Buenos Aires. Venezuelensis steht für Venezuela, aequatorialis für Ecuador. Occidentalis hat seinen Ursprung in lateinisch occidentalis, occidens, occidentis ‚westlich, Westen‘, minimus in lateinisch minimus ‚kleinste, am wenigsten‘ und riparius in lateinisch riparius, ripa ‚Flussufer brütend, Flussufer‘. Alfred Laubmann setze Molothrus bonariensis melanogyna Stolzmann 1926 und Molothrus bonariensis milleri Naumburg & Friedmann, 1927 in Synonymität mit der Nominatform. Er erwähnte auch, dass Félix de Azara die Art unter Tordo del comun beschrieben hatte. Molothrus bonariensis nigricans Traylor. Jr., 1948 wird als Synonym von M. b. riparius betrachtet.